# 七十二分
七十二分，原寫為七十二份，是臺灣臺南市七股區的一個傳統地域名稱，位於該區南部偏東。相較於今日行政區，其範圍大致包括竹橋里西部不含其北側邊界地帶及其南側邊界地帶西段、義合里不含東北端、永吉里東半部的大部分地區，以及安南區的學東里西北端、砂崙里東北端。
本地區境內主要聚落為七十二份、下義合、北槺榔、公地尾，設有竹橋國中、竹橋國小。

## 歷史
台灣日治初期，七十二分地區為一街庄，稱為「七十二份庄」（舊制街庄），隸屬於西港仔堡。該庄昔日北與樹仔腳庄為鄰，東與竹仔港庄為鄰，南邊隔曾文溪及其河灘地與學甲藔庄為界，西南邊隔曾文溪北側分流三股溪與十份塭庄為界，西邊為三股仔庄。
1901年（日治明治三十四年）11月11日，全台廢縣廳改設二十廳，該庄隸屬於鹽水港廳。1904年（明治三十七年）4月1日，該庄編入「學甲藔區」，隸屬於鹽水港廳。1906年（明治三十九年）4月1日，鹽水港廳內管轄區域調整，該庄改隸屬於「塭仔內區」。1909年（明治四十二年）10月25日，全台合併二十廳為十二廳，塭仔內區改隸屬於臺南廳。1920年（大正九年）10月1日，全台地方制度大改正，廢十二廳改設五州二廳，該庄改制並雅化為「七十二分」大字，隸屬於臺南州北門郡七股庄（新制街庄）。
戰後七股庄改制為七股鄉，隸屬於臺南縣，大字亦改制為村。1950年（民國39年）10月25日，雲、嘉、南分治，七股鄉仍隸屬於臺南縣。2010年（民國99年）12月25日，臺南縣、市合併為直轄臺南市，七股鄉改制為七股區，村亦改制為里。

## 聚落
本地區發展較早的聚落為七十二份、下義合、北槺榔、公地尾，在日治初期的官方地圖上已有記載。

## 交通
省道台17線又稱「西部濱海公路」，是甲南至水底寮的幹道，經過本地區西部公地尾聚落東側。由該道路北行可前往七股區七股地區、將軍區、北門區、嘉義縣布袋鎮等地；南行可前往安南區、臺南市北區/中西區、南區、高雄市茄萣區等地。
市道173號是麻豆至九塊厝的道路，經過本地區的七十二份、北槺榔、公地尾三個聚落。由該道路東北行可前西港區、麻豆區，並止於麻豆市區的市道171號暨市道176號路口；西南行可前往十分塭地區，並止於省道台61線暨市道173甲線終點路口。
區道南37線是佳里至竹橋的道路，其南側端點（終點）位於本地區東部邊界地帶南側的曾文溪堤防邊道路路口，由此向北會經過本地區七十二份聚落。
區道南37-1線是樹林至北槺榔的道路，其西南側端點（終點）位於本地區中部略偏西南、北槺榔聚落的市道173號路口，由此向北北東會經過本地區的下義合聚落，其中部分路段與區道南38線共線。
區道南38線是海埔地至竹橋的道路，其東側端點（終點）位於本地區東部略偏北、七十二份聚落西側的市道173號路口，由此向西北西轉西微南會經過本地區的下義合聚落，其中部分路段與區道南37-1線共線。
區道南39-1線是三股至永吉的道路，其東側端點（終點）位於本地區西部偏南、公地尾聚落南側的市道173號路口。

## 學校
- 竹橋國中
- 竹橋國小